# Wapen van Leiden
Het Leidse stadswapen bestaat uit een wit of zilveren schild met twee gekruiste rode sleutels.  De officiële heraldische beschrijving luidt:
"In zilver twee schuingekruiste sleutels van keel; het schild van achteren gehouden met de linkervoorklauw door een strijdbare leeuw van keel, in de rechter voorklauw opgeheven houdende in schuinslinkse stand een ontbloot zwaard van zilver met gouden gevest. Het geheel geplaatst op een vestingwal van steen in de natuurlijke kleur, waarin met Latijnse letters van sabel gebeiteld de wapenspreuk 'Haec Libertatis Ergo'."

## Achtergrond
Het wapen verwijst naar Sint Pieter, de schutspatroon van de stad en naamgever van de voornaamste kerk, de Pieterskerk. Petrus zou van Jezus de sleutels van de hemel hebben ontvangen en was daarmee in de opvatting van de Rooms-Katholieke Kerk de grondlegger van het pausdom, dat wil zeggen dat hij, na de hemelvaart van Jezus, diens plaatsvervanger was op aarde, evenals de daarop volgende pausen. Vandaar dat vergelijkbare sleutels als die van Leiden voorkomen in het wapenschild van het Vaticaan.
Gedurende de Franse Tijd kreeg Leiden het recht om een vrijkwartier aan het wapen toe te voegen. Dit vrijkwartier bestond uit een blauw veld met daarop een gouden N. Het vrijkwartier stond symbool voor de steden van de tweede klasse van de bonne villes de l'empire behoorde. Dit was  de Franse aanduiding voor de goede steden van het Rijk. Ook kreeg het wapen een zilveren muurkroon. Het is onduidelijk of dit vrijkwartier ooit is toegepast. Na het einde van de Franse tijd kreeg de stad een nieuw wapen dat sterk leek op het wapen dat gebruikt werd voor de invoering van het Napoleontische wapen. Het nieuwe wapen heeft een aantal aanpassingen ten opzichte van het oude wapen: de twee aanziende (naar de toeschouwer kijkende) leeuwen als schildhouders staande op een grasveld en de kroon weer op het schild. Het oude wapen voerde geen kroon en het nieuwe wapen voert een gravenkroon. Dit wapen werd op 16 juli 1816 bij koninklijk besluit verleend.
De officiële heraldische beschrijving luidt als volgt:
"Van zilver, beladen met 2 sleutels van keel, geplaatst en sautoir. Het wapen gedekt met eene kroon met 5 fleurons, alles van goud en vastgehouden door twee leeuwen van keel."
Het huidige wapen van Leiden werd op 25 januari 1950 bij koninklijk besluit vastgelegd. Het toont een strijdbare, rode leeuw op een vestingmuur met de Latijnse wapenspreuk "Haec libertatis ergo" (Dit omwille van de vrijheid), dat verwijst naar de tijd van het Nederlandse verzet tegen de Spanjaarden in de zestiende eeuw. De linkerklauw van de leeuw rust op een zilveren schild met twee gekruiste, rode sleutels. In zijn rechterklauw bevindt zich een opgeheven, zilveren zwaard met gouden gevest.

## Afbeeldingen

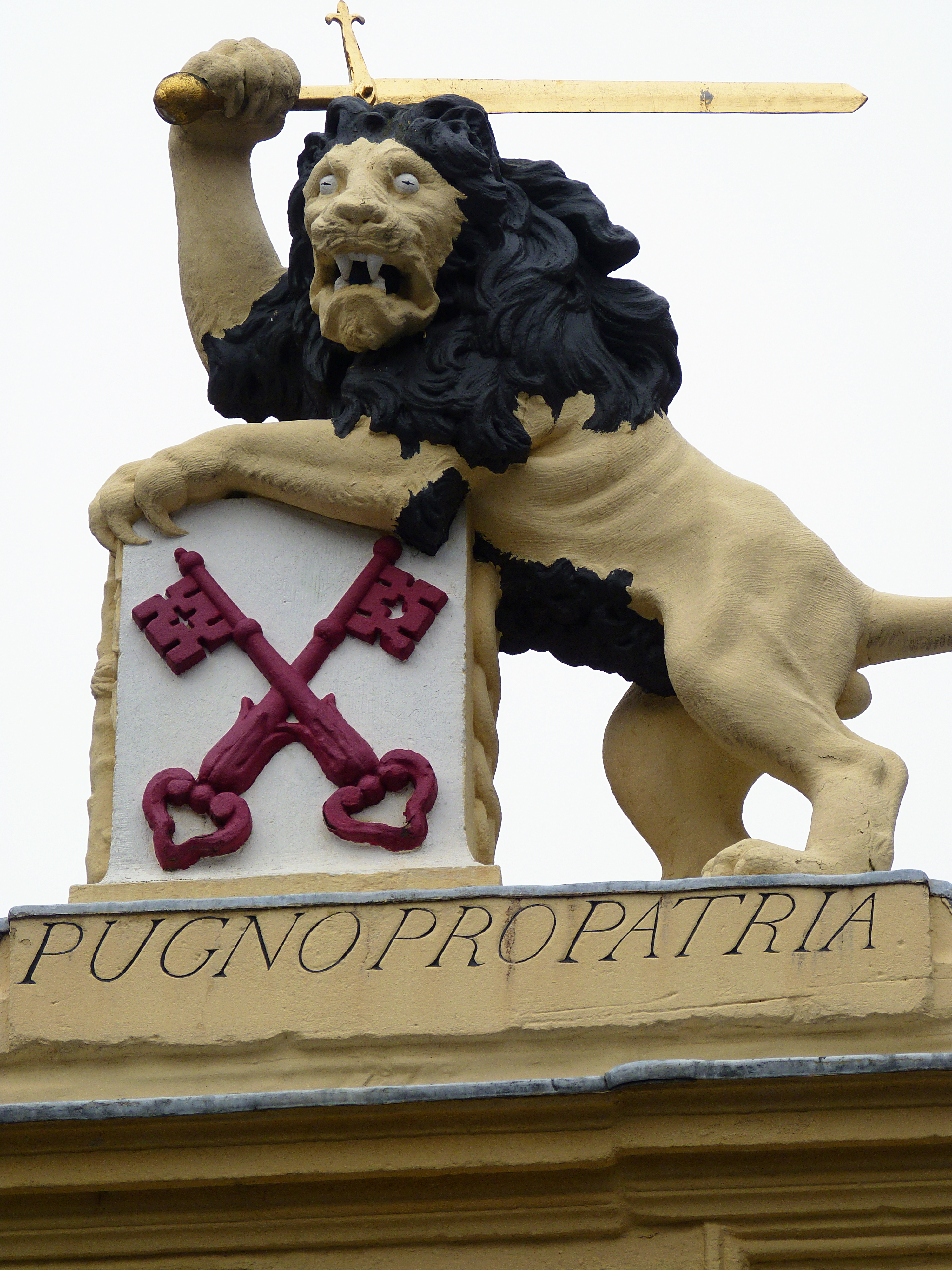
Het wapen boven de poort naar de Burcht, hoek Nieuwstraat/Burgsteeg
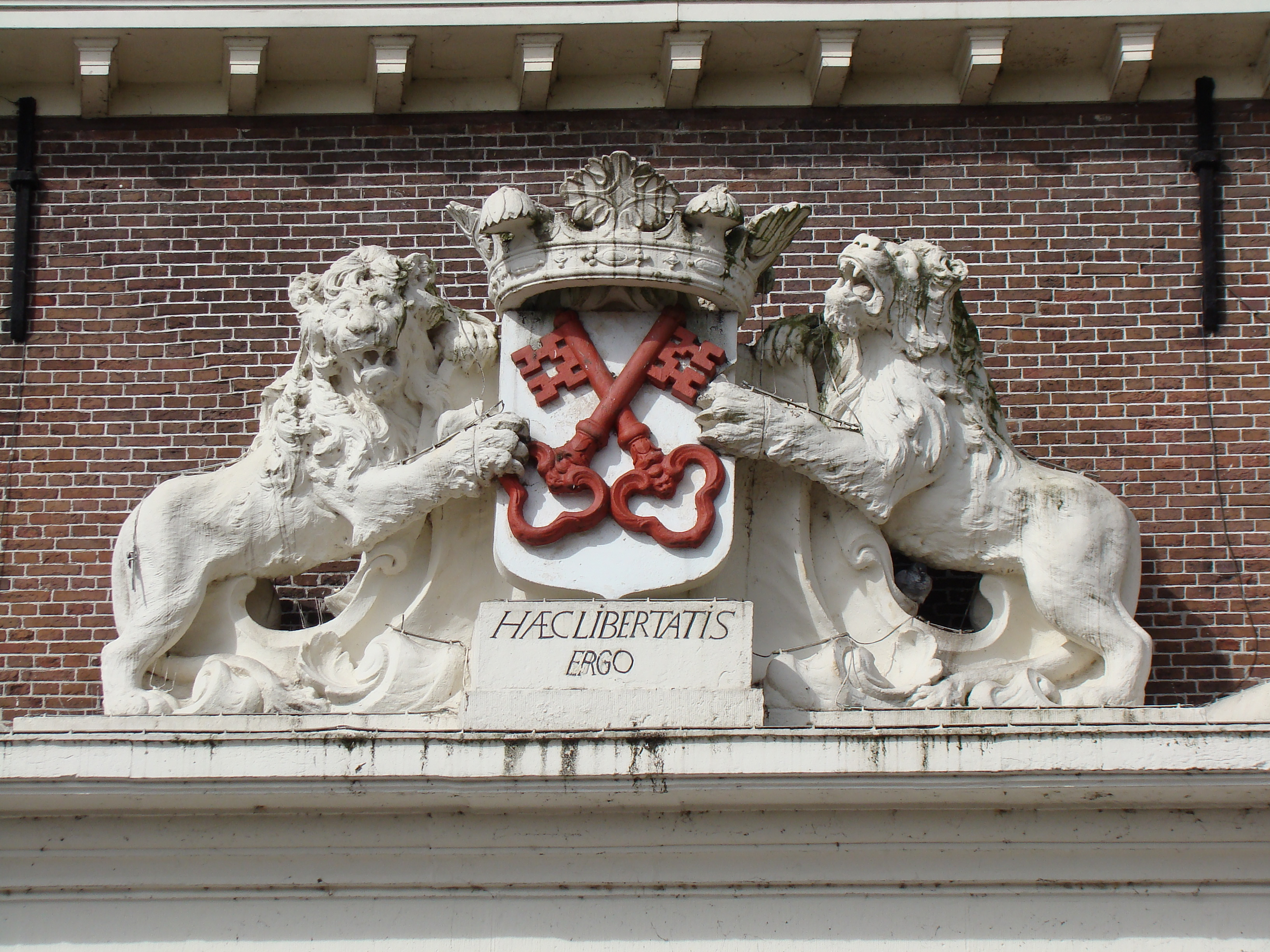
Zijlpoort
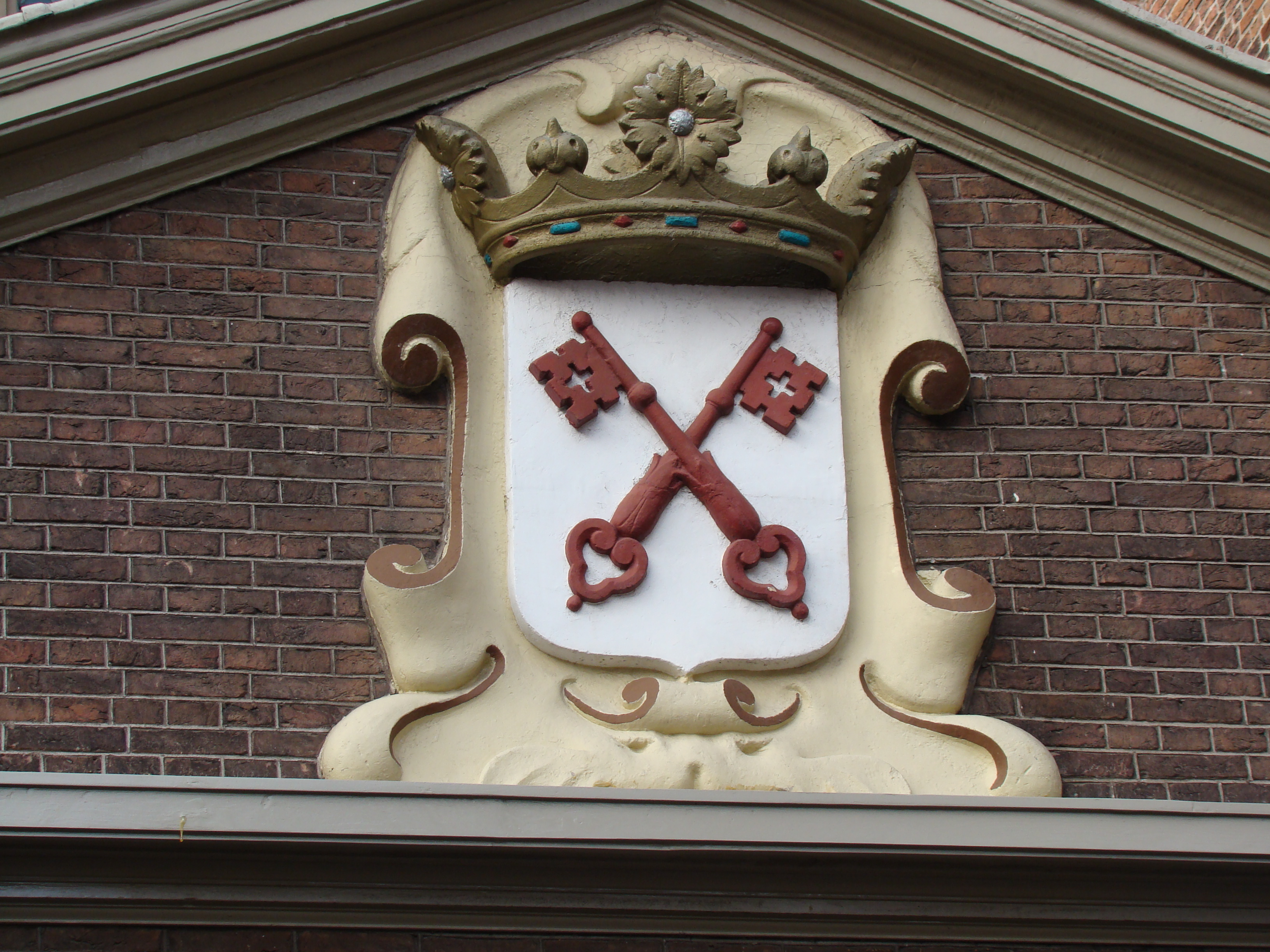
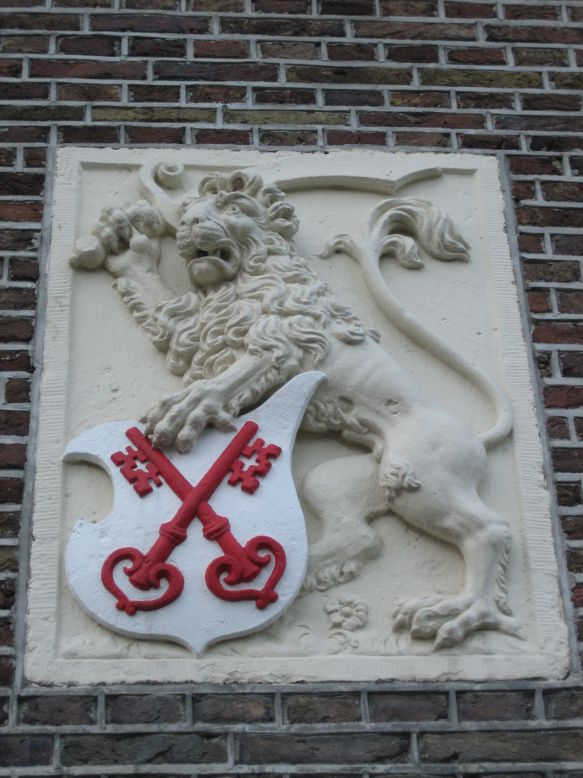
Wapen op de Lakenhal